# 伊佐市立山野中学校
伊佐市立山野中学校（いさしりつ やまのちゅうがっこう）は、鹿児島県伊佐市大口小木原にあった市立の中学校。

## 概要
伊佐市の西部に位置する中学校であった。2011年4月6日現在で全校生徒75名、各学年1学級で構成されていた。
2015年3月をもって、伊佐市立大口南中学校及び伊佐市立大口中学校と統合し、伊佐市立大口中央中学校が設置されるのに伴い閉校になった。

## 沿革
- 1947年（昭和22年） - 山野町立山野中学校として設置される[2]。
- 1954年（昭和29年） - 山野町が大口町、羽月村、西太良村と合併し大口市となり、大口市立山野中学校に改称[2]。
- 2008年（平成20年） - 大口市と菱刈町が合併し伊佐市となったのに伴い、伊佐市立山野中学校に改称[2]。
- 2015年（平成27年） - 伊佐市立大口中学校及び伊佐市立大口南中学校と共に統合し、伊佐市立大口中央中学校が設置されるのに伴い閉校。

## 校区
以下の校区の全域であった。
- 山野小学校校区
- 平出水小学校校区

## 進路
- 公立高校では大口高校、伊佐農林高校などへ進学した。